# Moss
För andra betydelser, se Moss (olika betydelser).
Moss är en tätort och stad som utgör centralort i Moss kommun i Østfold fylke i sydöstra Norge. 6 434 av tätortens invånare bor dock i grannkommunen Vestby i Akershus fylke.
Konventionen i Moss är ett fredsavtal mellan Sverige och Norge, som undertecknades i Moss den 14 augusti 1814, Sverige har haft fred sedan dess.

## Kommunikationer
Moss är en viktig ort för dem som bor på Østlandet och vill ta sig ut i Europa eller över till Vestlandet. Från Moss hamnterminal går färjorna till Horten i Vestfold på den västra sidan om Oslofjorden.
Europaväg 6 passerar genom Moss och järnvägskommunikationen mellan huvudstaden Oslo och Moss är kontinuerlig. Många invånare pendlar till huvudstaden med pendeltåget. Hösten 2007 invigdes flygplatsen Moss Lufthavn Rygge i Rygge cirka tio kilometer söder om Moss längsmed Europaväg 6. Härifrån flög både Ryanair och Norwegian. Allt passagerarflyg lades ned den 29 oktober 2016.

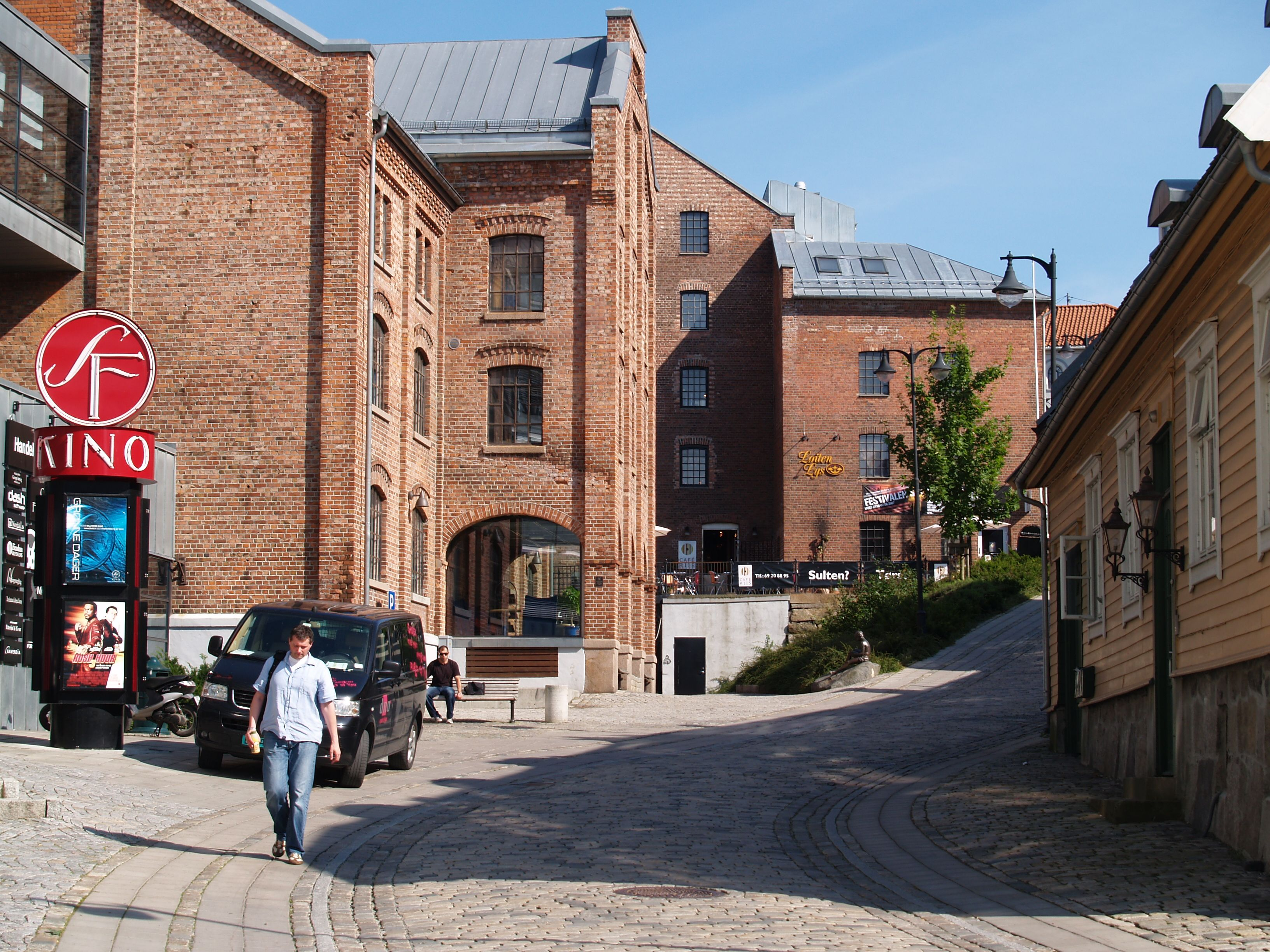
Møllebyen i Moss.